# 布尔戈斯省
布尔戈斯省（西班牙語：Provincia de Burgos）是西班牙北部卡斯蒂利亚-莱昂自治区的一个省份，与帕伦西亚省、阿维拉省、比斯开省、索里亚省、塞哥维亚省、拉里奥哈省、巴利亞多利德省为邻。省会为布尔戈斯。该省面积14,292 km²，2017年总人口358,171人。布尔戈斯省包含371个自治市。

## 地理
布尔戈斯省境内有埃布罗河和杜罗河两条河流经。森林广阔，为西班牙森林面积最大的省份之一。
| 西北: 坎塔布里亚     | 北: 坎塔布里亚 | 东北: 比斯開省        |
| 西: 帕伦西亚省       |                | 东: 阿拉瓦省 拉里奥哈 |
| 西南: 巴利亞多利德省 | 南: 塞哥維亞省 | 东南: 索里亚省        |

### 飞地
特雷维尼奥飞地是布尔戈斯省的一块外飞地。它属于布尔戈斯省管辖，却位于巴斯克自治区的阿拉瓦省。

## 经济
布尔戈斯省境内开阔的高原地区为放牧场，养羊居多，盛产羊毛。中部、南部是全国最大的粮仓。
工业以食品加工为主，矿产有烟煤、云母、瓷土、盐和石油等。
1971年在本省北部建立了大型核电站。

## 人口
| 布尔戈斯省历史人口变化图                                           |
|                                                                    |
| 1900-1991年的法定人口，与2001年的常住人口。INE. 2011年INE人口普查] |

| 2000    | 2001    | 2002    | 2003    | 2004    | 2005    | 2006    | 2007    | 2008    | 2009    | 2010    | 2011    | 2013    | 2017    |
| ------- | ------- | ------- | ------- | ------- | ------- | ------- | ------- | ------- | ------- | ------- | ------- | ------- | ------- |
| 347,240 | 349,810 | 352,723 | 355,205 | 356,437 | 361,021 | 363,874 | 365,972 | 373,672 | 375,563 | 374,826 | 375,657 | 371,248 | 358,171 |

## 著名人物
- 贝伦加利亚（1179年－1246年）：卡斯蒂利亚女王，出生于布尔戈斯。
- 恩里克三世（1379年－1406年）：卡斯蒂利亚国王，出生于布尔戈斯。

## 图集

行政区划
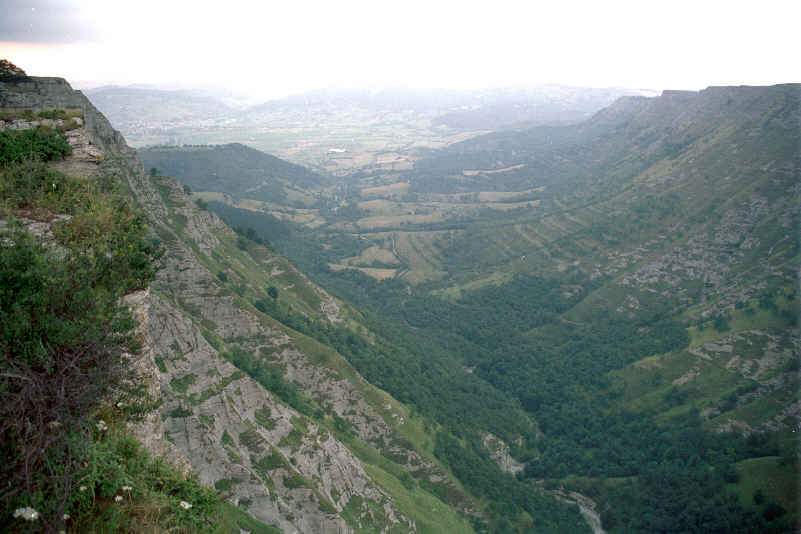
峡谷
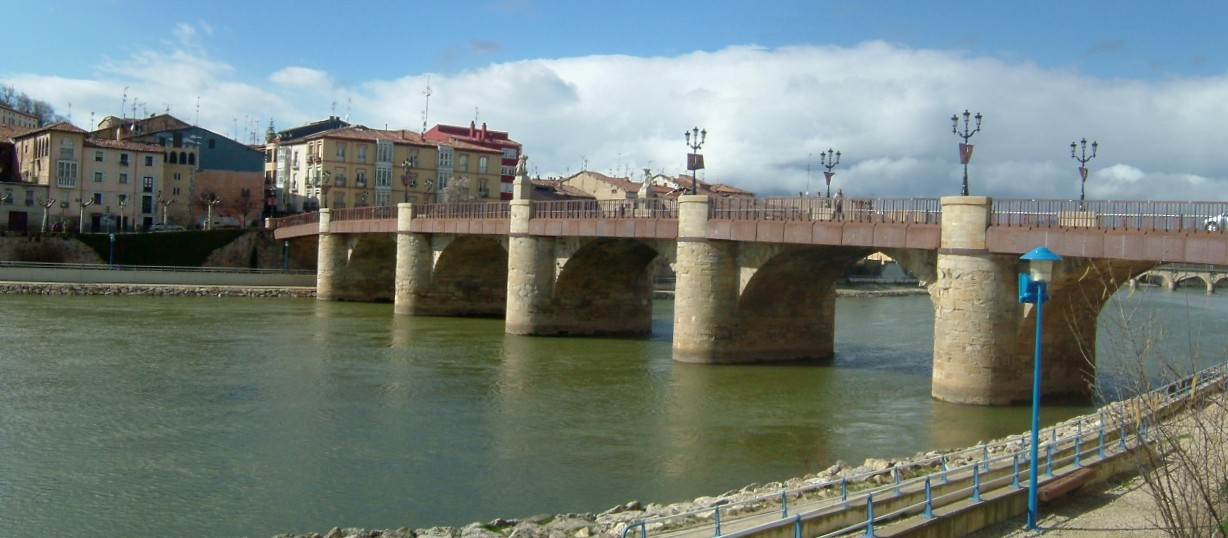
流经埃布罗河畔米兰达市的埃布罗河
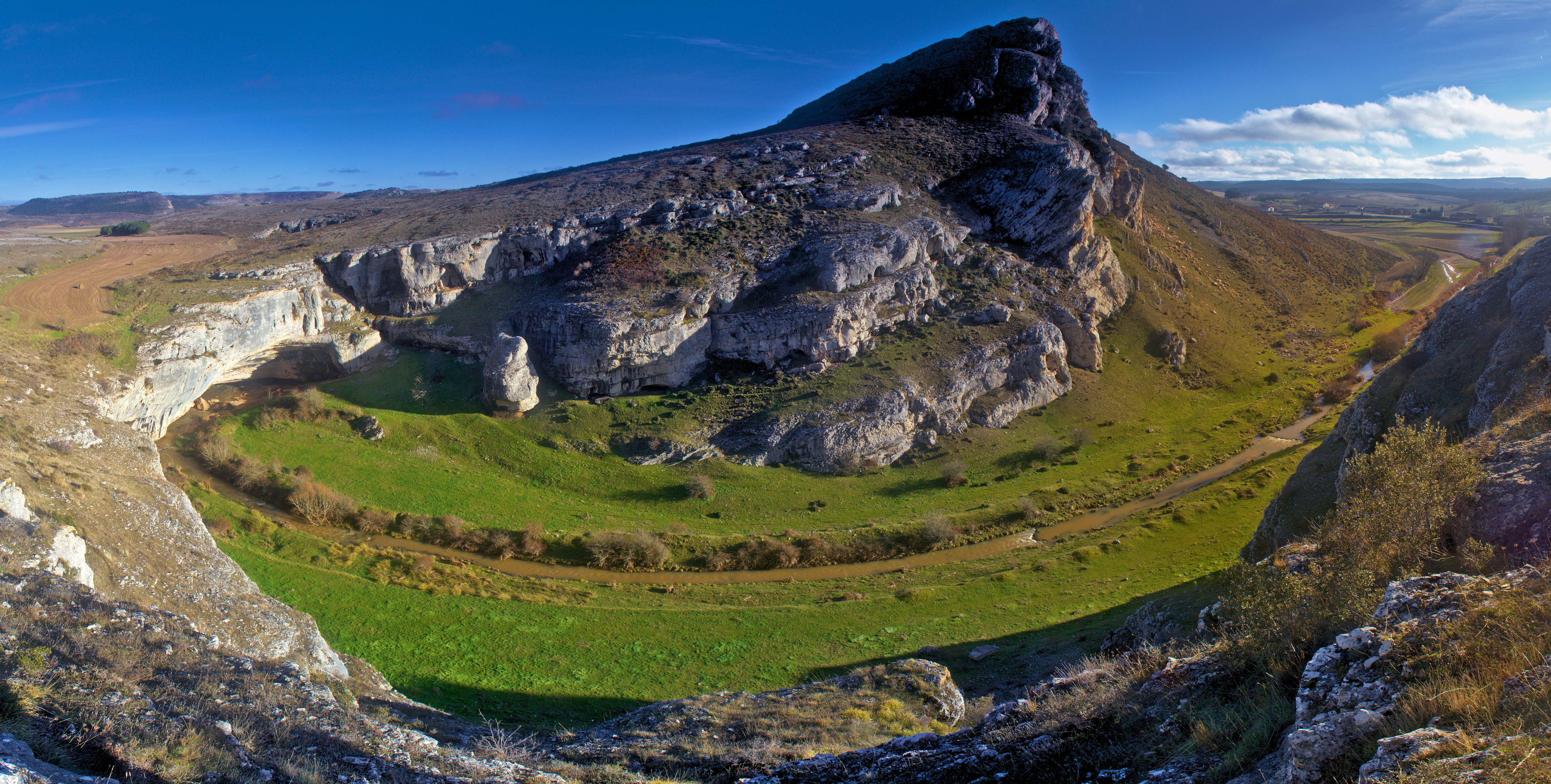
巴斯孔西略斯德尔托索
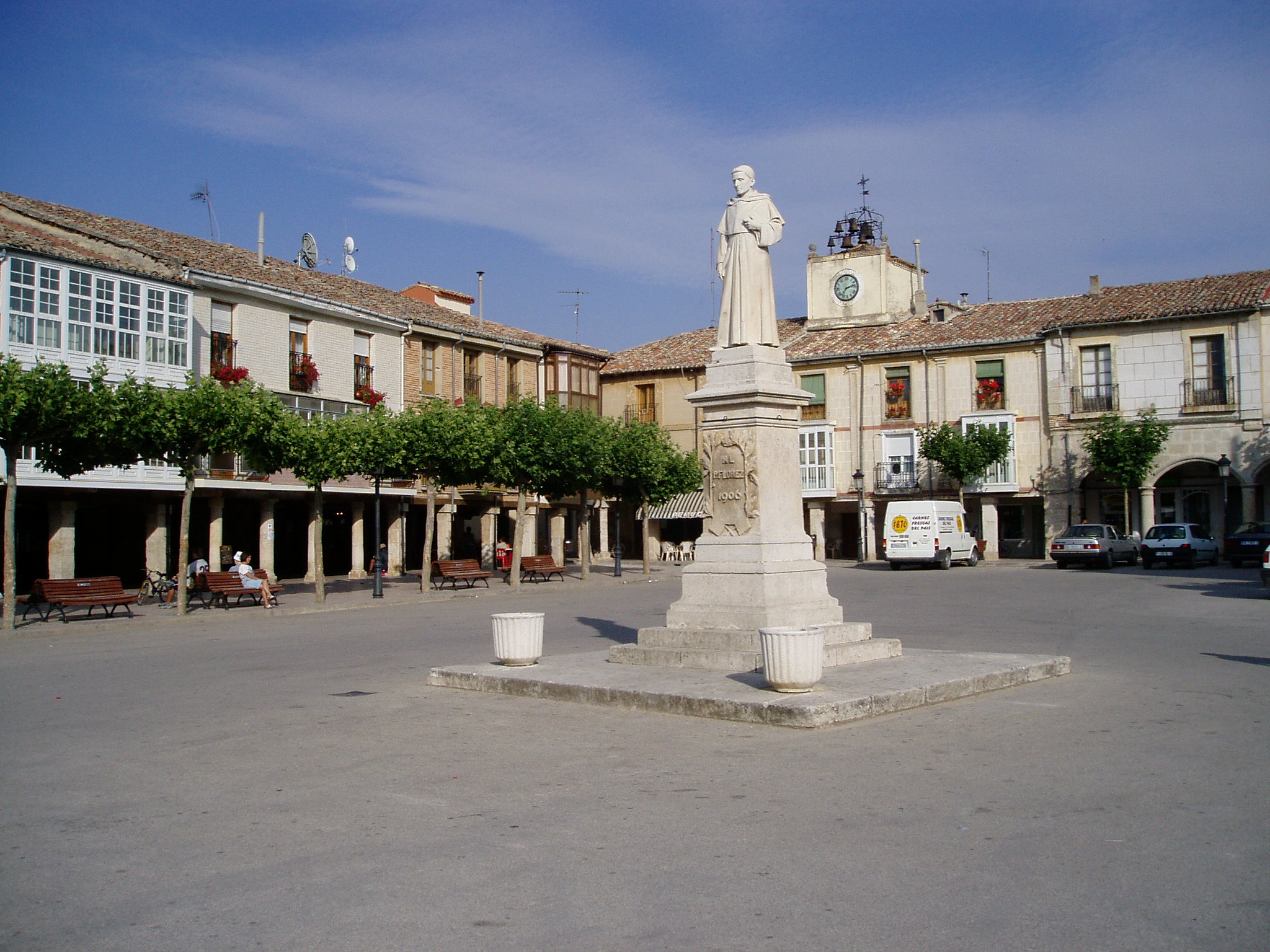
比利亚迭戈
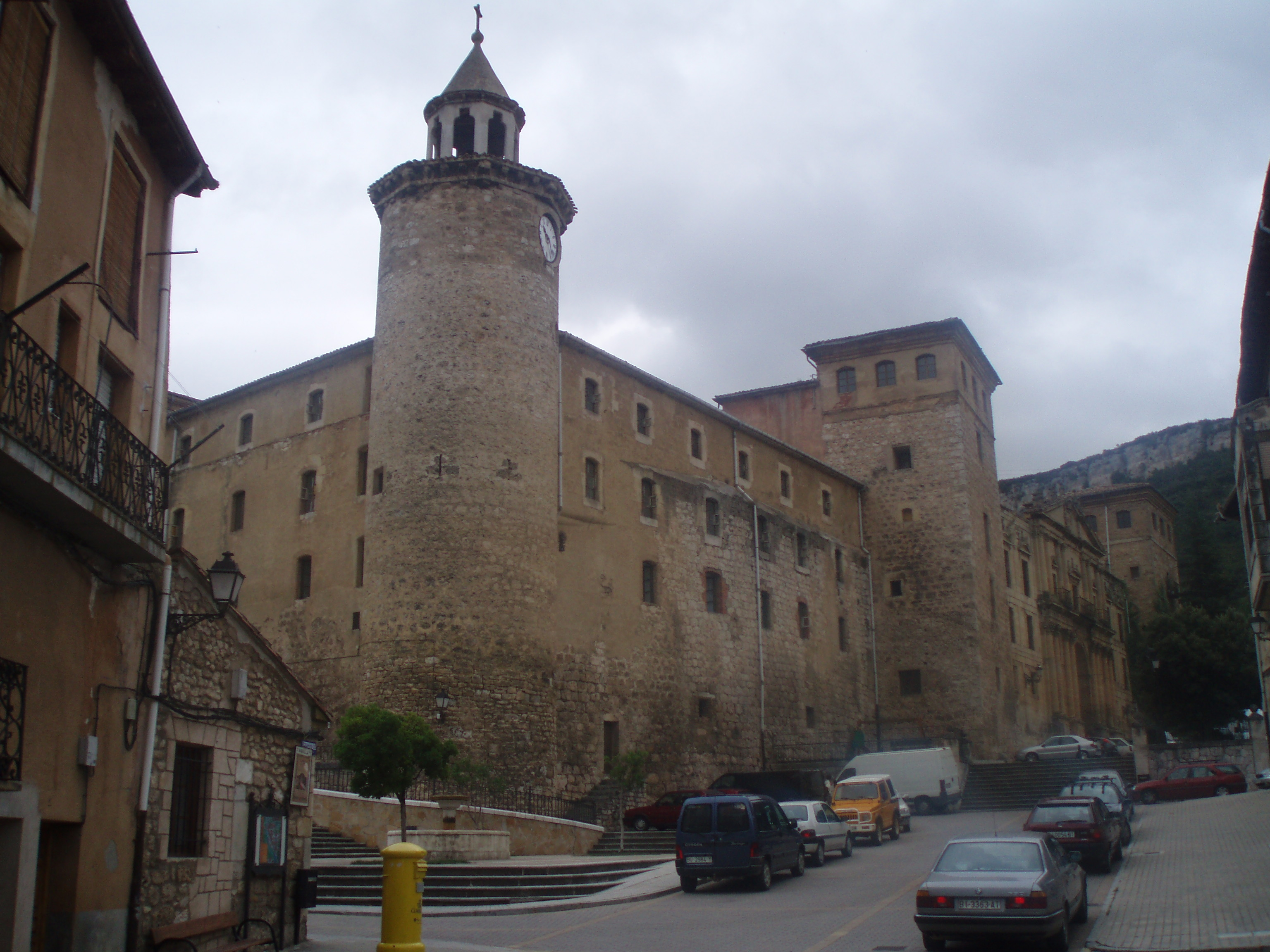
奥尼亚的西班牙历史遗产——圣萨尔瓦多德奥尼亚修道院（英语：Monasterio de San Salvador de Oña）
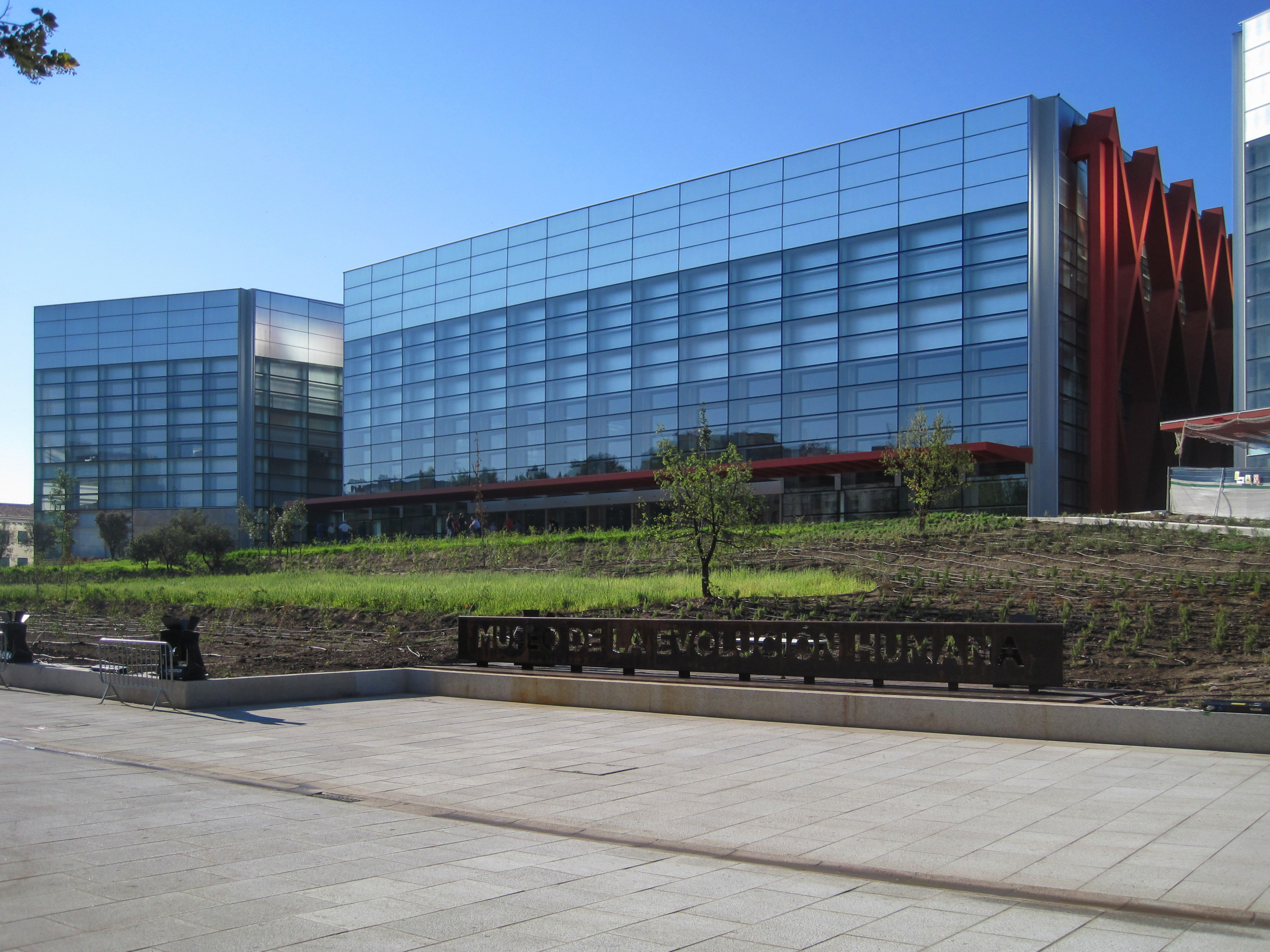
布尔戈斯MEH博物馆